# Shinobu Ito (Musiker)
Shinobu Ito (japanisch 伊東忍 Ito Shinobu; * 28. Januar 1951 in Ōiso, Präfektur Kanagawa) ist ein japanischer Jazz- und Fusionmusiker (Gitarre), der seine Karriere in den USA begann.

## Leben und Wirken
Ito interessierte sich bereits als Kind für amerikanische Popmusik. Sein Vater kaufte ihm eine Gitarre und gab ihm Unterricht. In der Junior High School gründete er seine eigene Pop-Instrumentalgruppe und trat bei verschiedenen Musikveranstaltungen auf. Während seines Studiums an der Tōkai-Universität studierte er bei Ikuo Shiosaki und wurde Mitglied des Jazz Workshop Circle der Universität. In dieser Zeit begann er auch mit Auftritten in Clubs. 1975 verbrachte er sechs Monate in Los Angeles. Dann wurde er Mitglied der Band von Yoshiko Kimura, arbeitete aber auch mit Kohsuke Mine, Seiichi Nakamura, Shigeharu Mukai, Hidefumi Toki und Takao Uematsu.
Seit 1977 lebte Ito in New York City, wo er Mitglied eines Tentetts von Reggie Workman wurde. Er spielte auch mit Teruo Nakamura und seiner Rising Sun Band und wirkte auf dem Album des Pianisten Tsuyoshi Yamamoto mit. 1980 gründete er seine erste eigene Fusion-Gruppe mit T. M. Stevens, Kyle Hicks und Gene Williams, mit der es zu Aufnahmen kam. 1989 nahm er Kris Defoort auf. Sailing Rolling, seine erste CD auf Crown Records mit Tom Harrell, Danny Gottlieb, Gary King, Mark Soskin und Dick Oatts veröffentlichte er 1991; dieses Album kam in Japan unter die zehn meistverkauften Titel in der Kategorie zeitgenössischer Jazz. Anschließend schloss er sich der Band von Eric Wyatt an, dessen Album er 1997 bei King Records koproduzierte.
Ab 2001 erschienen mehreren Alben von Ito, zunächst One Live to Life, eine Live-Aufnahme aus dem Roppongi Pit Inn in Tokio von 1991 und sein überwiegend akustisches Album A Tribute to Baden Powell and Antonio Lauro (2002). Ebenfalls 2002 trat er beim Festival International de Jazz de Montréal mit Ryo Kawasaki auf. Seine CD Serenata mit dem Saxophonisten Seiichi Nakamura, die im September 2004 in seinem eigenen Studio in New York aufgenommen wurde, erschien 2005. Es folgten weitere Alben wie Live at Candy, Midnight Session oder Monochrome Blue.
Zwischen 2005 und 2007 lehrte Ito am Senzoku College of Music.